# Tenable, Inc.
Tenable, Inc. est une société de cybersécurité basée à Columbia, dans le Maryland. Elle est connue pour avoir créé le scanner de vulnérabilité Nessus.

## Histoire
Tenable est fondée en 2002 sous le nom de Tenable Network Security, Inc. Les cofondateurs de Tenable sont Ron Gula, Jack Huffard et Renaud Deraison. 
En 2012, Tenable reçoit son premier tour de financement institutionnel sous la forme de 50 millions de dollars de la société de capital-risque Accel Partners. 
En 2017, la société est renommée Tenable, Inc. 
Le 26 juillet 2018, l'entreprise est introduite en bourse (Nasdaq).
En janvier 2025, son CEO, Amit Yoran, décède, emporté par un cancer à l'âge de 54 ans. Le même mois, l'entreprise fait l'acquisition de Vulcan Cyber.

### Acquisitions
En 2016, Tenable achète la société de cybersécurité FlawCheck,. En 2019, Tenable fait l'acquisition de la société de technologie opérationnelle basée en Israël Indegy Ltd pour un montant de 78 millions de dollars.
En avril 2022, Tenable annonce son intention d'acquérir la start-up de gestion de surface d'attaque Bit Discovery, pour 45 millions de dollars. L'acquisition devait être finalisée au deuxième trimestre 2022.